# Persiculida
Los persicúlidos (Persiculida) son un orden de equinodermos holoturoideos. Los taxones incluidos se clasificaban en el orden Aspidochirotida, que ha sido abandonado ya que ha resultado ser polifilético.

## Taxonomía
El orden Persiculida incluye 39 especies en tres familias; cuatro géneros no han sido asignados aun a ninguna familia en concreto:
- Género Benthothuria Perrier R., 1898
- Género Hadalothuria Hansen, 1956
- Género Hansenothuria Miller & Pawson, 1989
- Género Oloughlinius Pawson et al., 2015

- Familia Gephyrothuriidae Koehler & Vaney, 1905
  - Género Gephyrothuria Koehler & Vaney, 1905
  - Género Paroriza Hérouard, 1902
- Familia Molpadiodemidae Miller et al., 2017
  - Género Molpadiodemas Heding, 1935
- Familia Pseudostichopodidae Miller et al., 2017
  - Género Pseudostichopus Théel, 1886